# Callistoctopus macropus
Espèce
Synonymes
- Octopus alderii Vérany, 1851
- Octopus didynamus Rafinesque, 1814
- Octopus frayedus Rafinesque, 1814
- Octopus granosus Blainville, 1826
- Octopus leschenaultii d'Orbigny, 1826
- Octopus macropodus Sangiovanni, 1829
- Octopus macropus Risso, 1826
- Polypus macropus (Risso, 1826)

Le poulpe tacheté (Callistoctopus macropus), aussi appelé pieuvre à longs bras, grande pieuvre, poulpe à longs bras ou encore poulpe moucheté, est une espèce d'octopode de la famille des Octopodidae.

## Description

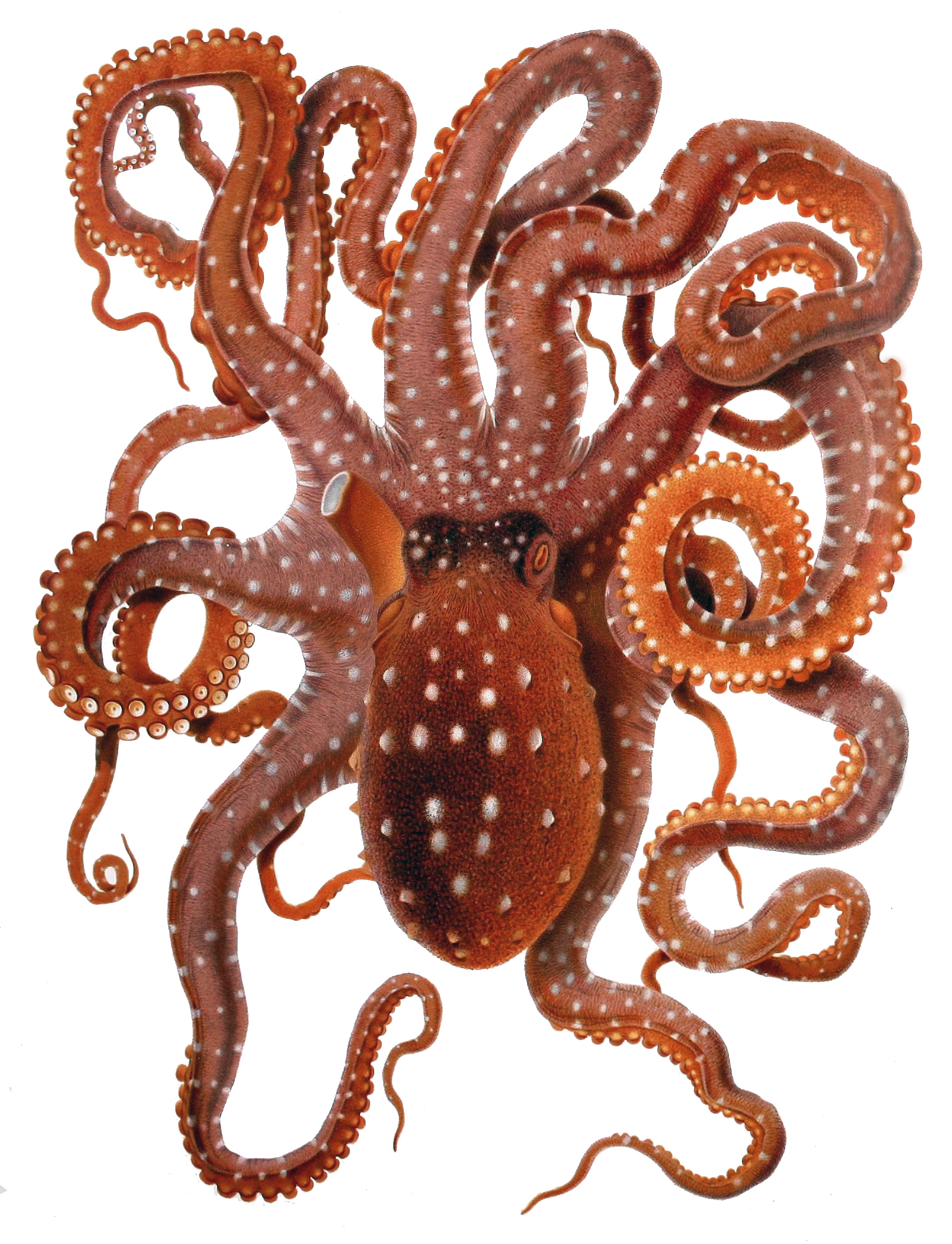
Octopus macropus

Le poulpe moucheté est de couleur rouge et ponctué de taches blanches fluorescentes. Il possède de longs tentacules et son corps est formé d'un manteau robuste et musculeux. Son poids est d'environ 400 g et sa taille environ 13 cm, ce qui fait de lui un poulpe de taille moyenne. Le mâle présente un troisième bras droit héctocotylisé. Sa bouche est ventrale, en « bec de perroquet ».

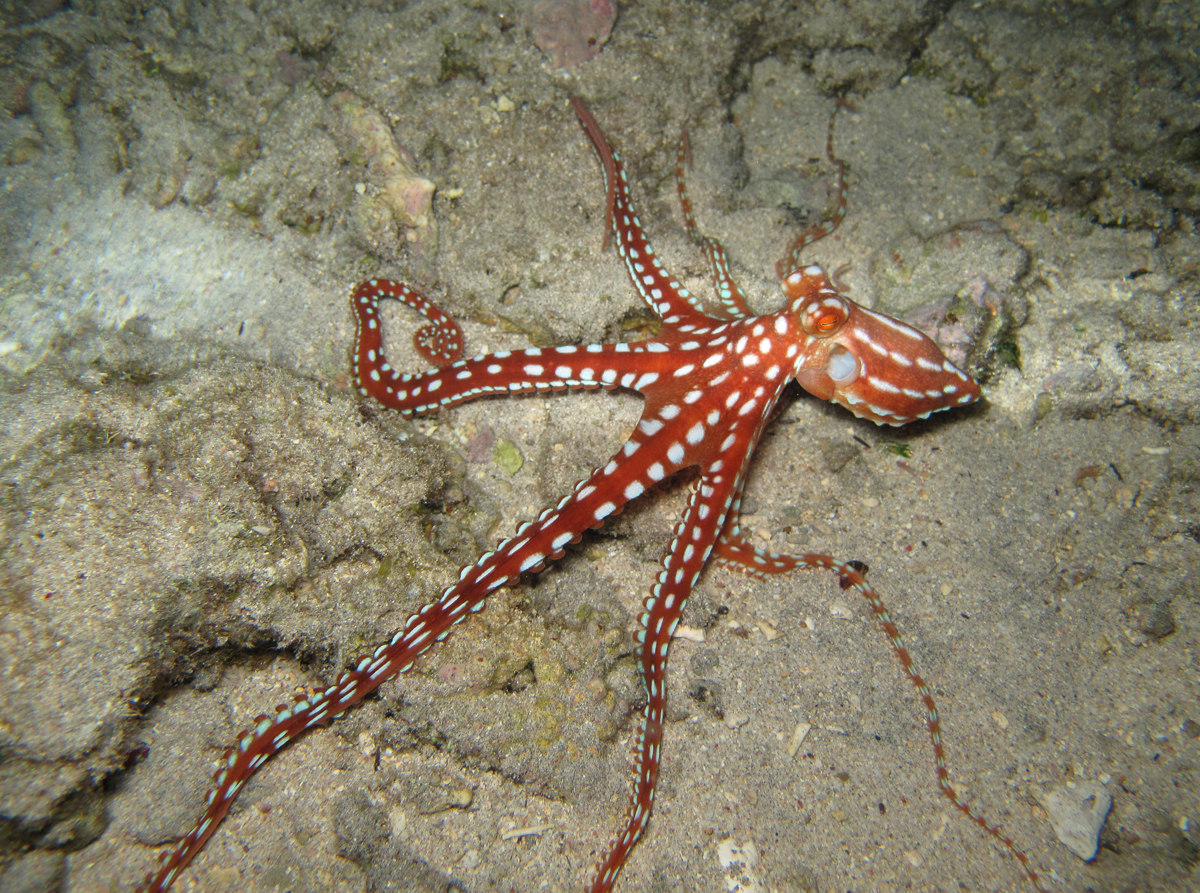
Livrée d'intimidation (de nuit, à La Réunion).

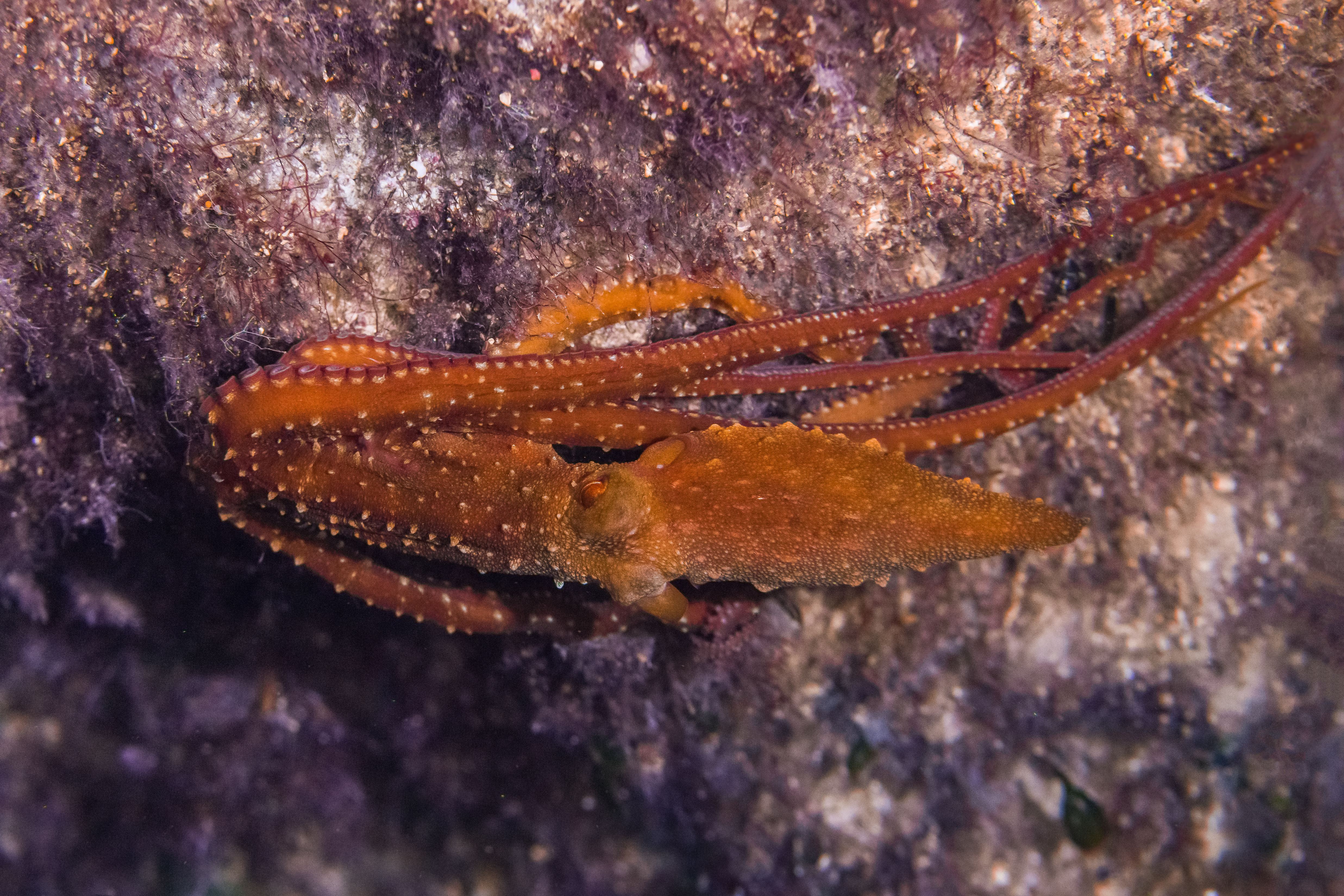
Callistoctopus macropus, au large du district de Paphos à Chypre en Méditerranée. Décembre 2021.

## Biotope
Octopus macropus vit dans les substrats rocheux, les cavités ainsi que dans les prairies de posidonies. Il fréquente les eaux côtières de la surface jusqu'à environ cent mètres de profondeur. La pieuvre à long bras se rencontre sur les côtes européennes, d'Érythrée, du Kenya, de Madagascar, de l'Île Maurice, du Mozambique, de La Réunion, des Seychelles, de Somalie, de Tanzanie, la Mer Rouge et la Mer Méditerranée.

## Mœurs
C'est une espèce nocturne, il se nourrit de bivalves, crustacés, poissons mais aussi d'autres poulpes.

## Reproduction
Le cycle du poulpe tacheté est très peu connu. La première observation du développement embryonnaire complet — de la ponte à l'éclosion — est réalisée en 2001, à l'Observatoire océanologique de Banyuls-sur-Mer par Sigurd von Boletzky, Michaël Fuentes et Nicolas Offner.
La reproduction a lieu entre le printemps et la fin de l'été. La femelle pond plusieurs centaines d'œufs qu'elle accroche au plafond de son gite. Durant la période d'incubation, la femelle ne sort ni ne mange, elle meurt d'épuisement peu de temps après l'éclosion de ses œufs. À l'éclosion, les juvéniles ne mesurent qu'environ 4 mm, ils sont totalement formés, comme les adultes. Les stades de développement embryonnaire de ce poulpe ressemblent fortement à ceux des autres octopodes.